# Казилак (Еро)
Казилак (фр. Cazilhac) је насеље и општина у јужној Француској у региону Лангдок-Русијон, у департману Еро која припада префектури Монпелије.
По подацима из 2011. године у општини је живело 1331 становника, а густина насељености је износила 113,86 становника/km². Општина се простире на површини од 11,69 km². Налази се на средњој надморској висини од 166 метара (максималној 523 m, а минималној 132 m).

## Демографија
| 1962. | 1968. | 1975. | 1982. | 1990. | 1999. | 2011. |
| ----- | ----- | ----- | ----- | ----- | ----- | ----- |
| 746   | 857   | 840   | 915   | 1.004 | 1.161 | 1.331 |

График промене броја становника у току последњих година